# Mk 10型魚雷
Mark 10型魚雷是1915年開始用於美國海軍的潛艇發射用魚雷，主要是提供R艇和S艇用。在二戰時本來應該被後繼的Mk.14型取代，但因為Mk.14魚雷問題很多，因此本型魚雷仍然繼續使用直到該魚雷問題全部解決為止。